# Ni Hua
Ni Hua (chin. 倪華 / 倪华, Ní Huá, * 31. Mai 1983 in Shanghai) ist ein chinesischer Schachspieler.

## Leben
Er begann mit sechs Jahren mit dem Schachspielen und erfüllte im Februar 2000, im April 2001 und im Juli 2002 die Großmeister-Norm. Damit wurde er im Alter von 19 Jahren der 14. chinesische Schach-Großmeister. In den Jahren 2006, 2007 und 2008 gewann er die nationalen chinesischen Meisterschaften. Im Januar 2009 siegte er mit 7,5 Punkten aus 9 Partien bei der 51. Auflage des Turniers in Reggio Emilia (Kategorie 14). 
Im April 2009 belegte er mit dem 21. Platz seine beste Platzierung auf der Weltrangliste. Derzeit (November 2014) ist er der siebtbeste chinesische Spieler.

## Nationalmannschaft
Ni Hua nahm mit der chinesischen Nationalmannschaft an den Schacholympiaden 2000, 2002, 2006, 2008 und 2014 teil. Mit der Mannschaft erreichte er 2006 den zweiten Platz und gewann 2014. In der Einzelwertung erreichte er 2014 den dritten Platz am vierten Brett. Außerdem nahm er an der Mannschaftsweltmeisterschaft 2005 teil, bei der er mit der Mannschaft den zweiten Platz erreichte, er beteiligte sich 1999 mit der dritten Mannschaft Chinas an der asiatischen Mannschaftsmeisterschaft und vertrat China bei den Schachwettbewerben der Asienspiele 2010 (die China gewann) und den Schachwettbewerben der Hallen-Asienspiele 2007 und 2009, die er beide mit China gewann.

## Vereine
In der chinesischen Mannschaftsmeisterschaft spielt Ni Hua seit 2005 für die Mannschaft der Shanghai Jianqiao University, mit der er 2008, 2009, 2012, 2016, 2017, 2018 und 2019 chinesischer Mannschaftsmeister wurde. In der russischen Mannschaftsmeisterschaft spielte er bei den Austragungen 2008 bis 2011 für die Mannschaft Ekonomist-1 Saratow, mit der er in den gleichen Jahren auch am European Club Cup teilnahm und diesen 2009 und 2010 gewann. In Spanien spielte Ni Hua 2008 für CA Mérida Patrimonio-Ajoblanco.